# Sistema Nacional de Bibliotecas Públicas

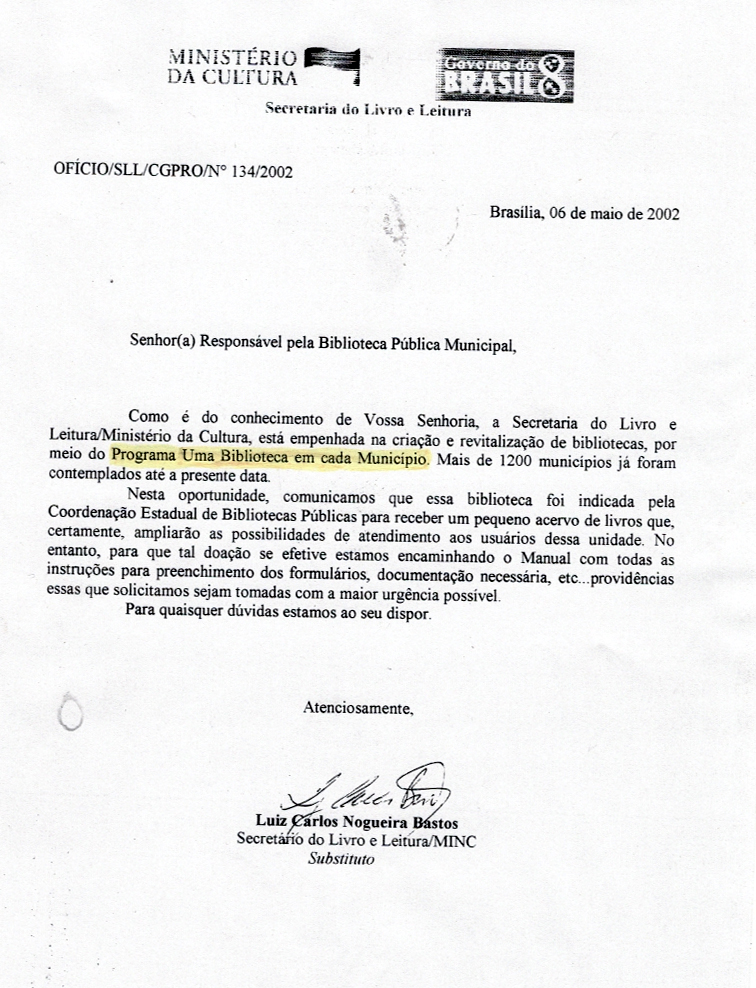
Documento de 2002 a respeito do Programa Uma Biblioteca em cada Município

O Sistema Nacional de Bibliotecas Públicas (SNBP) é um órgão da administração federal do Brasil encarregado pela política nacional das bibliotecas públicas.
Em cada unidade federativa existe uma coordenadoria vinculada ao SNBP.

## História
O órgão foi instituído em 1992 pelo decreto presidencial n°520, de 13/05/1992 em substituição ao antigo Instituto Nacional do Livro INL. O SNBP é subordinado ao Ministério da Cultura/Secretaria do Livro e Leitura e é coordenado pela Fundação Biblioteca Nacional.

## Objetivos
O SNBP tem como objetivos:

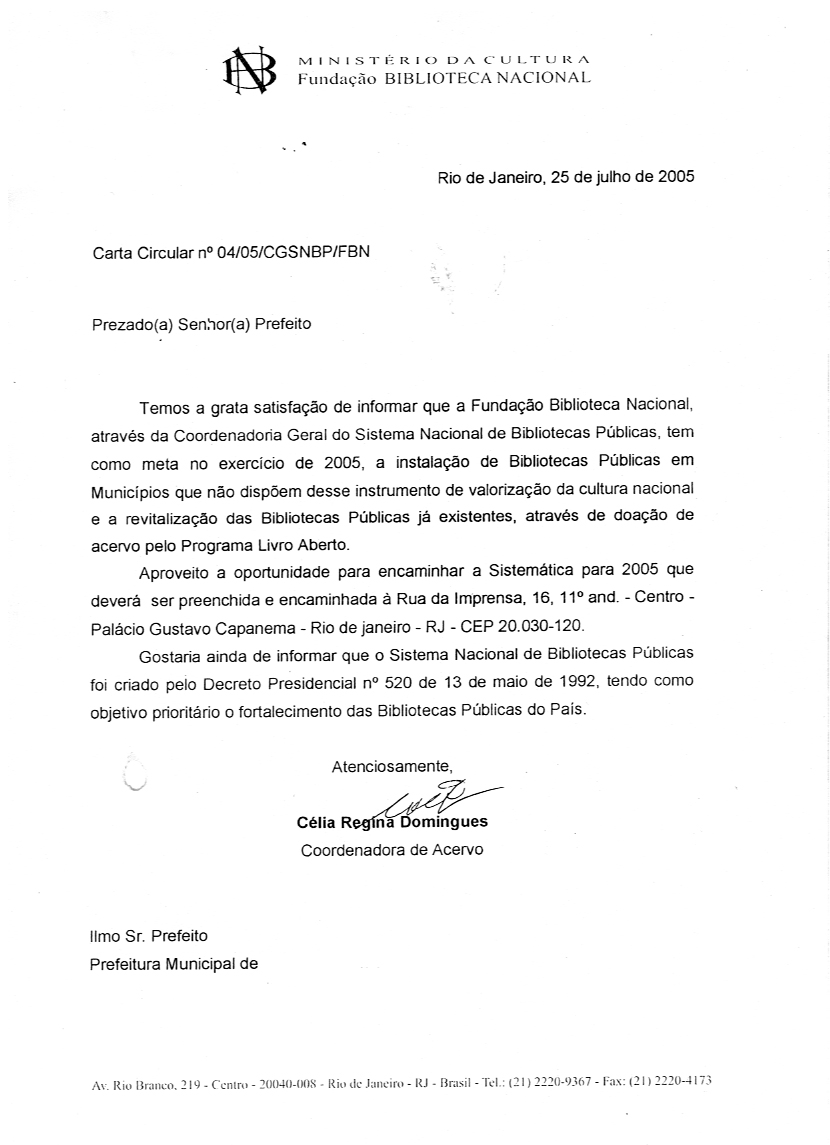
Documento do Ministério da Cultura informando sobre o órgão

- Incentivar a implantação de serviços bibliotecários em todo o território nacional;
- Promover a melhoria do funcionamento da atual rede de bibliotecas, para que atuem como centros de ação cultural e educacional permanentes;
- Desenvolver atividades de treinamento e qualificação de recursos humanos, para o funcionamento adequado das bibliotecas brasileiras;
- Manter atualizado o cadastramento de todas as bibliotecas brasileiras;
- Incentivar a criação de bibliotecas em municípios desprovidos de bibliotecas públicas;
- Proporcionar, obedecida a legislação vigente, a criação e atualização de acervos, mediante repasse de recursos financeiros aos sistemas estaduais e municipais;
- Favorecer a ação dos coordenadores dos sistemas estaduais e municipais, para que atuem como agentes culturais, em favor do livro e de uma política de leitura no País;
- Assessorar tecnicamente as bibliotecas e coordenadorias dos sistemas estaduais e municipais, bem assim fornecer material informativo e orientador de suas atividades;
- Firmar convênios com entidades culturais, visando à promoção de livros e de bibliotecas.[3]

## Programa Uma Biblioteca em cada Município

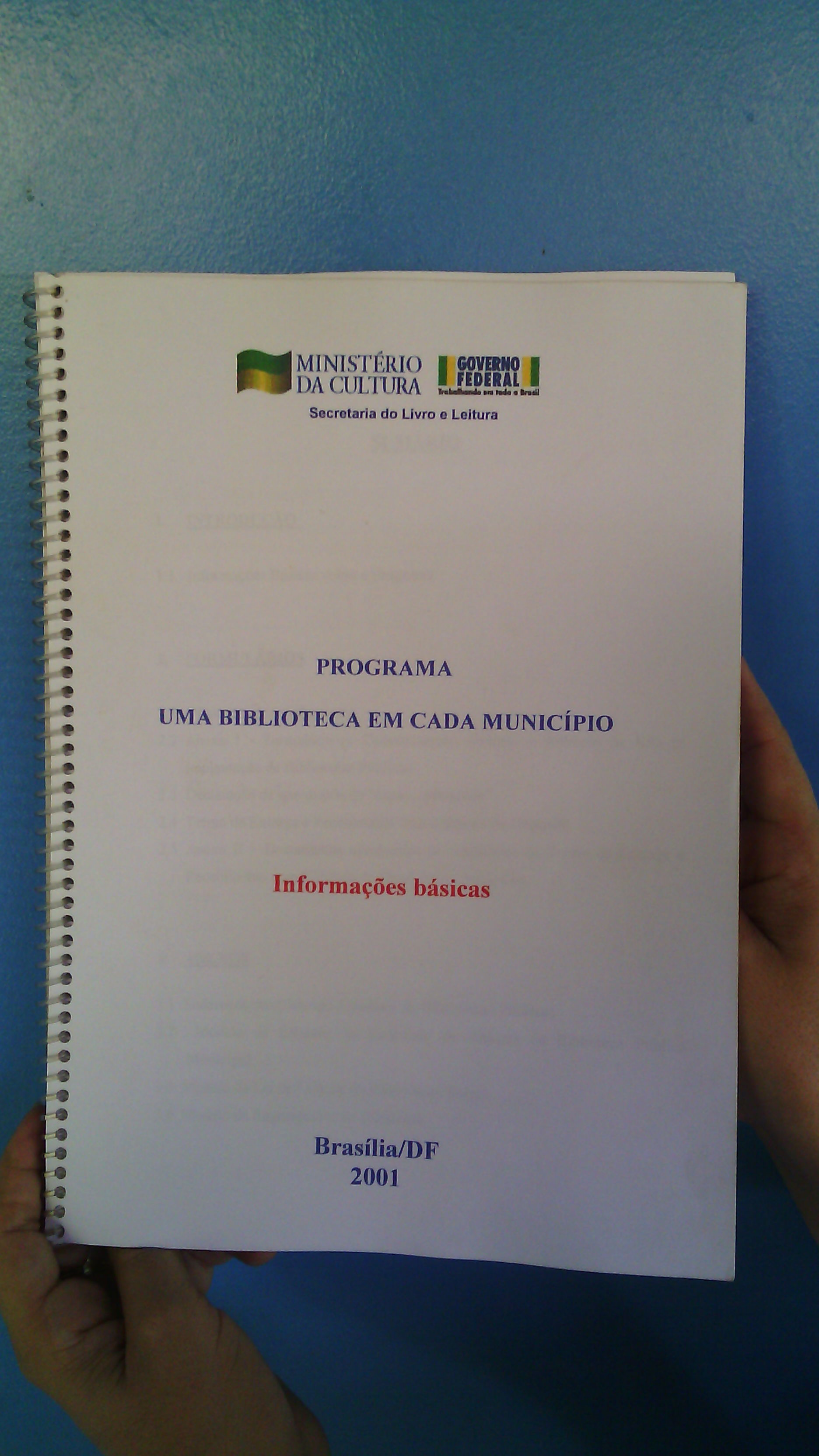
Cartilha de informações básica do Programa Uma Biblioteca em cada Município, em 2001

Desde o Instituto Nacional do Livro que existe convênios para repasses materiais, técnicos, logísticos e financeiros para a política de implantação de bibliotecas públicas em todos os entes do país, notadamente: os municípios, em 1995 foi denominado de Programa Uma Biblioteca em cada Município.

## Os sistemas dos estados

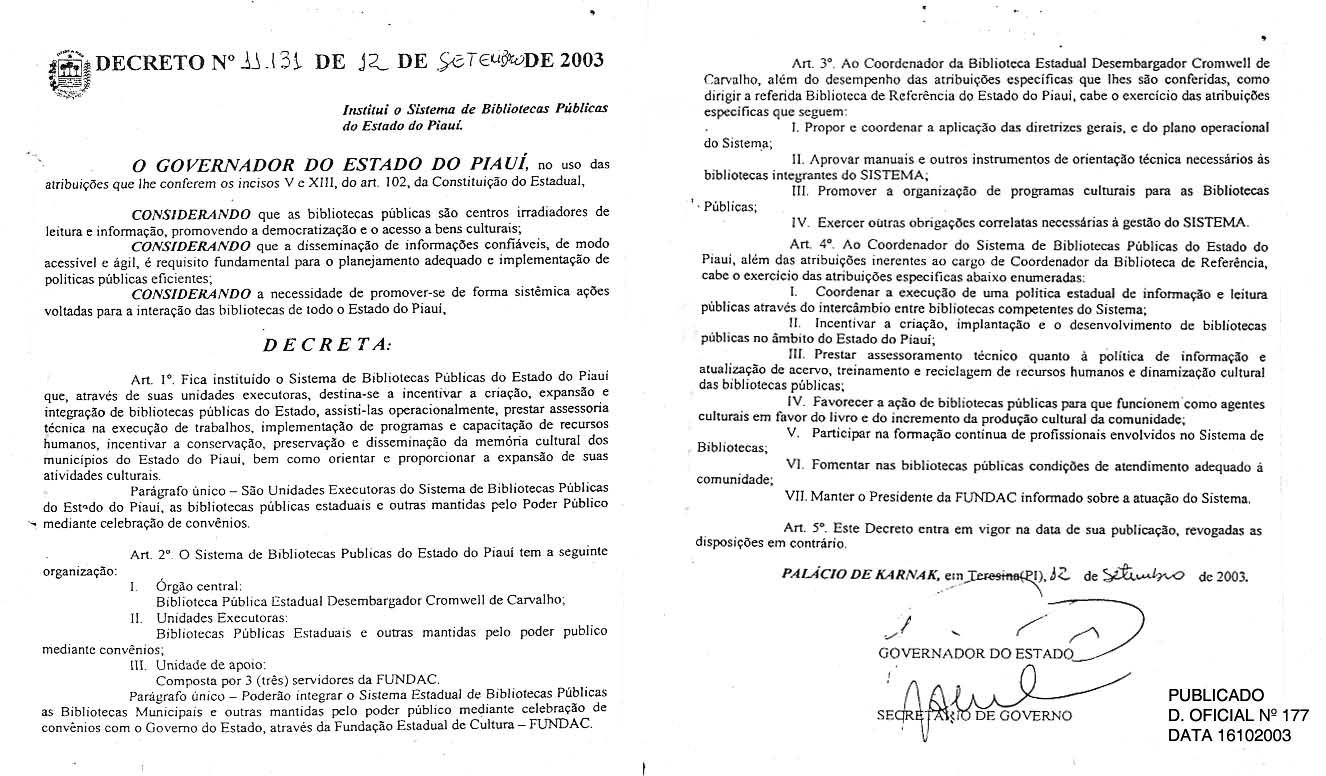
Decreto que criou o SEBP do Piauí

Com a criação do Sistema Nacional de Bibliotecas Públicas cada estado cria o similar estadual tanto para funcionar integrados  e vinculados ao Sistema Nacional como também para os fundamentos relativos às redes estaduais de bibliotecas dos estados e das bibliotecas municipais.

### Sistema Estadual de Bibliotecas Públicas do Ceará
O SEBP-CE é Coordenado pela Biblioteca Pública Governador Menezes Pimentel, operado pela Secretaria de Estado da Cultura, funcionando com 8 polos em bibliotecas de microrregiões do estado.

### Sistema de Bibliotecas Públicas do Distrito Federal
Órgão da administração do governo do Distrito Federal. Foi criado em 18 de setembro 1996, pelo decreto Nº 17.684, e tem natureza jurídica de diretoria vinculada à Secretaria de Estado de Cultura do Distrito Federal.

### Sistema Estadual de Bibliotecas Públicas do Piauí
No Piauí, o Sistema Estadual de Bibliotecas Públicas, foi criado em 2003 pelo Decreto estadual Nº 11.131, de 12 de setembro de 2003, assinado pelo então governador, Wellington Dias; publicado na edição n° 177, de 16 de setembro de 2003, do Diário Oficial do Estado do Piauí.

### Sistema Estadual de Bibliotecas Públicas do Estado do Maranhão
O Sistema Estadual de Bibliotecas Públicas do Estado do Maranhão foi criado em 2017 por meio da lei estadual nº 10.613, 5 de julho de 2017, publicada no Diário Oficial do Estado do Maranhão na edição do dia 7 de julho do mesmo ano.

### Sistema Estadual de Bibliotecas Públicas do Rio Grande do Sul
O SEBP do Rio Grande do Sul foi  instituído pelo decreto n. 30.947, de 24.12.1981.

## Listagem de bibliotecas por estado na lista do SNBP
- Acre - Lista de bibliotecas públicas do Acre
- Alagoas - Lista de bibliotecas públicas em Alagoas
- Amapá - Lista de bibliotecas públicas do Amapá
- Amazonas - Lista de biblioteca públicas no Amazonas
- Bahia - Lista de Bibliotecas públicas na Bahia
- Ceará - Lista de biblioteca públicas do Ceará
- Distrito Federal - Lista de Bibliotecas públicas no Distrito Federal do Brasil
- Espírito Santo - Lista de Bibliotecas públicas no Espirito Santo
- Goiás - Lista de Bibliotecas públicas de Goiás
- Maranhão - Lista de Bibliotecas públicas do Maranhão
- Mato Grosso - Lista de Bibliotecas públicas no Mato Grosso
- Mato Grosso do Sul - Lista de Bibliotecas públicas no Mato Grosso do Sul
- Minas Gerais - Lista de bibliotecas públicas em Minas Gerais
- Piauí - Lista de biblioteca públicas do Piauí
- São Paulo - Lista de bibliotecas públicas em São Paulo
- Paraíba - Lista de bibliotecas públicas na Paraíba
- Paraná - Lista de bibliotecas públicas no Paraná
- Pará - Lista de bibliotecas públicas no Pará
- Pernambuco - Lista de bibliotecas públicas no Pernambuco
- Rio Grande do Norte - Lista de bibliotecas públicas no Rio Grande do Norte
- Rio Grande do Sul - Lista de bibliotecas públicas no Rio Grande do Sul
- Rio de Janeiro - Lista de bibliotecas públicas no Rio de Janeiro
- Roraima - Lista de bibliotecas públicas em Roraima
- Rondônia - Lista de bibliotecas públicas em Rondônia
- Sergipe - Lista de bibliotecas públicas em Sergipe
- Santa Catarina - Lista de bibliotecas públicas em Santa Catarina
- Tocantins - Lista de bibliotecas públicas em Toantins